# UY Водолея
UY Водолея (лат. UY Aquarii) — одиночная переменная звезда в созвездии Водолея на расстоянии (вычисленном из значения параллакса) приблизительно 26113 световых лет (около 8006 парсеков) от Солнца. Видимая звёздная величина звезды — от +14,1m до +12,5m.

## Характеристики
UY Водолея — жёлто-белая переменная звезда спектрального класса F. Эффективная температура — около 6410 К.